# Земец, Виктор Петрович
Виктор Петрович Земец (17 апреля 1917, Купянский уезд, Харьковская губериния — 2 августа 1992, г. Самара) — советский экономист и 
промышленный деятель, Герой Социалистического Труда.

## Биография
Родился в 1917 году на станции Купянская Харьковской губернии. В раннем детстве остался без отца (паровозный машинист погиб от несчастного случая). Окончив коммерческо-строительный техникум в Воронеже, некоторое время работал техником на станции «Лев Толстой» Московско-Донбасской железной дороги. 
С 1936 года — на хозяйственной, общественной и политической работе. В конце 1936 г., имея специальность техника-смотрителя, поступил на Воронежский авиазавод № 18, работал старшим плановиком, диспетчером, начальником участка производственного цеха. 
Осенью 1941 г. с заводом был эвакуирован в тыловой Куйбышев. Через месяц после эвакуации из Воронежа уже был выпущен первый самолёт. В 1953 г. окончил Куйбышевский плановый институт.
1961-1969 гг. - директор завода № 35 "Авиаагрегат", затем директор Куйбышевского авиационного завода Министерства авиационной промышленности СССР (с 1969 по 1986 годы).
При Земеце на заводе началась реконструкция многих цехов, развернуто масштабное строительство бытовых и лечебных призаводских учреждений, жилья для заводчан, развёрнуто подсобное хозяйство. При его непосредственном участии установлен памятник Памятник штурмовику Ил-2 (Самара), Монумент Славы (Самара). При Земеце завод выпускал самолёт Ту-154, удостоенный, в частности, премии Золотой Меркурий (премия Gold Mercury International).
Виктор Петрович Земец жил в Самаре, он умер в 1992 году.

## Награды и звания
- Герой Социалистического Труда (1979)
- Награждён двумя орденами Ленина, орденами Октябрьской революции и Трудового Красного Знамени
- Лауреат премии Совета Министров СССР в области строительства (за заслуги в развитии промышленного и гражданского строительства)
- Почетный гражданин города Куйбышева (решение Исполнительного комитета Куйбышевского городского Совета народных депутатов от 17 июня 1982 года: «за успешную работу в области самолетостроения, большой вклад в развитие жилищного и культурно-бытового строительства в городе, активное участие в общественной жизни»)

## Память
- В 2007 году одна из улиц Самары названа в честь Земеца
- В Самаре, на доме № 179 по улице Фрунзе, где жил Земец, установлена мемориальная доска